# Zákon o Velkém Hamburku a dalších územních úpravách

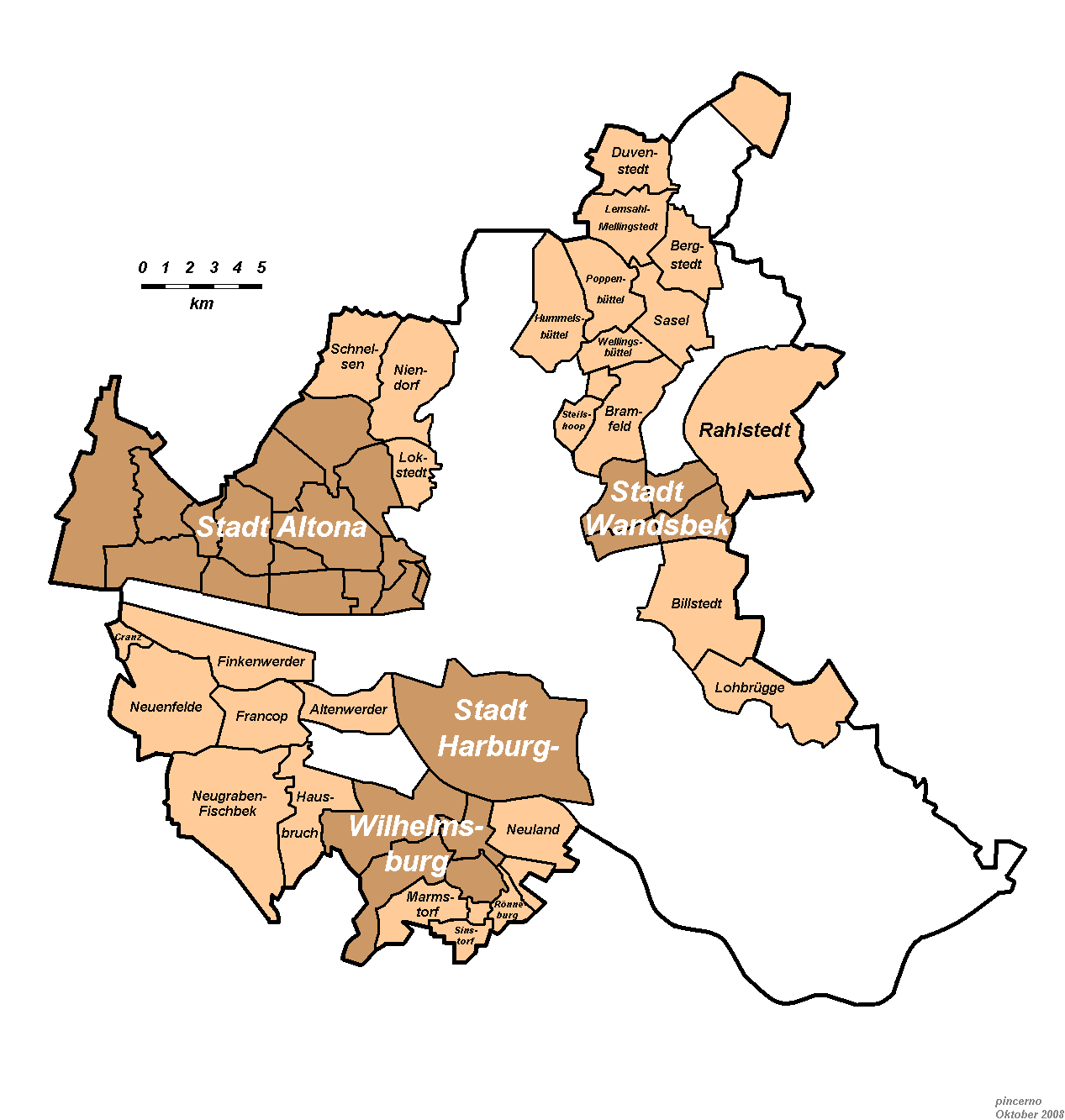
Rozšíření Hamburku podle zákona

Zákon o Velkém Hamburku a dalších územních úpravách (německy Gesetz über Groß-Hamburg und andere Gebietsbereinigungen z 26. ledna 1937, byl zákon německé říšské vlády, podle jehož I. článku došlo 1. dubna 1937 k územní výměně mezi zeměmi Pruskem a Hamburkem, čímž se připojením některých obcí a měst vytvářelo z dosud nesouvislých území souvislé území moderního Hamburku, který současně přišel o svoje exklávy Geesthacht, Großhansdorf, a Ritzebüttel s městem Cuxhavenem. Nově vymezené území země Hamburk pak od 1. dubna 1938 zároveň vytvořilo jednu obec s novým názvem Hanzovní město Hamburk (německy Hansestadt Hamburg), čímž zároveň zanikla samostatnost všech měst a obcí, které byly současně součástí původní a nově zvětšené země Hamburku, jako bylo například město Bergedorf.
Další článek II. „Další územní změny“ téhož zákona zaváděl k 1. dubnu 1937 následující změny:
- zrušení dosud samostatné země Lübecku a rozdělení jejího území mezi Prusko a Meklenbursko.
- územní výměny mezi Pruskem na jedné straně, a Oldenburskem a Meklenburskem na straně druhé, čímž byla zrušena řada exkláv.

## Podrobný rozpis změn

### Územní výměny mezi Hamburkem a Pruskem

#### Územní zisky země Hamburku
- od pruské provincie Šlesvicko-Holštýnsko:
  - městský okres Altona
  - městský okres Wandsbeck
  - ze zemského okresu Stormarn: obce Bergstedt, Billstedt, Bramfeld, Duvenstedt, Hummelsbüttel, Lemsahl-Mellingstedt, Lohbrügge, Poppenbüttel, Rahlstedt, Sasel, Steilshoop a Wellingsbüttel
  - ze zemského okresu Pinneberg: obec Lokstedt s Niendorfem a Schnelsenem, Wellingsbüttel
  - ze zemského okresu Vévodství lauenburského: vesnice Curslack, do té doby patřící k obci Börnsten.
- od pruské provincie Hannoverska:
  - městský okres Harburg-Wilhelmsburg
  - ze zemského okresu Harburg: Altenwerder, Finkenwerder, Fischbeck, Francop, Gut Moor, Kirchwerder, Langenbeck, Marmstorf, Neuenfelde, Neugraben, Neuland, Rönneburg, Sinstorf, a osadu Overhaken (dnes součást hamburského městského obvodu Bergedorf) do té doby patřící k obci Over.
  - ze zemského okresu Stade: obec Cranz.

#### Územní ztráty země Hamburku
- město Geesthacht - začleněno do zemského okresu Vévodství lauenburského
- obec Groß-Hansdorf-Schmalenbeck (po druhé světové válce přejmenována na Großhansdorf) - začleněna do zemského okresu Stormarn
- exkláva Ritzebüttel zahrnující ostrovy Neuwerk a Scharhörn (oba byly spolu s přilehlou mělčinovou oblastí vráceny Hamburku roku 1969 na základě státní smlouvy s Dolním Saskem), město Cuxhaven a obce Berensch, Arensch, Gudendorf, Holte-Spangen, Oxstedt, Sahlenburg - celé území bylo začleněno do zemského okresu zemský Land Hadeln, v jehož rámci bylo později připojeno ke Cuxhavenu.

### Zrušení země Lübecku a její rozdělení
Země Lübeck byla zrušena, její nejvýchodnější obce Schattin (dnes součást obce Lüdersdorf) a Utecht byly připojeny k meklenburskému zemskému okresu Schönberg, zbytek území byl začleněn do pruské provincie Šlesvicka-Holštýnska, v jejímž rámci byla hlavní část země přeměněna v městský okres Hanzovní město Lübeck, dosavadní jižní lübecké exklávy obce Düchelsdorf, Sierksrade, Behlendorf, Hollenbek, Albsfelde, Giesensdorf, Harmsdorf, Nusse, Poggensee], Ritzerau, Groß Schretstaken, Klein Schretstaken a Tramm byly začleněny do zemského okresu Vévodství lauenburského, zatímco 4 severní lübecké exklávy (Dissau, Malkendorf, Krumbek a Curau) byly začleněny do nově vytvořeného zemského okresu Eutin a dnes jsou součástí obce Stockelsdorf.

### Územní výměny mezi Pruskem a Oldenburskem

#### Územní zisky Oldenburska
Oldenbursko získalo od Pruska hannoverské přístavní město Wilhelmshaven (oblast však do roku 1853 náležela Oldenbursku), které bylo spojeno s oldenburským Rüstringenem v jeden městský okres Wilhelmshaven. Dále získalo osadu Eckwarderhörn, která byla připojena k oldenburské obci Butjadingen v zemském okrese Wesermarsch.

#### Územní ztráty Oldenburska
Oldenbursko naopak ztratilo obě svoje exklávy Birkenfeld, jež se stala jako zemský okres Birkenfeld součástí pruské provincie Porýní, a Lübeck (neplést s městem Lübeckem!), která byla začleněna do pruské provincie Šlesvicko-Holštýnsko jako součást nově vytvořeného zemského okresu Eutin.

### Územní výměny mezi Pruskem a Meklenburskem
Vedle výše zmíněného zisku dvou lübeckých obcí došlo k následujícím změnám:

#### Meklenburské zisky
- od pruské provincie Braniborska:
  - Dabelowské jezero (Dabelow See) - původně součást zemského okresu Templin, bylo začleněno do zemského okresu Stargard. Dnes součást obce Wokuhl-Dabelow.
  - Großmenow (od roku 1990 nicméně jako část města Fürstenberg opět součást Braniborska) - původně součást zemského okresu Ruppin, byl začleněn do zemského okresu Stargard.
  - Kornowské jezero (Kornow See) ležící na 53°24' s.š. a 13° 33' v.d. - původně součást zemského okresu Prenzlau bylo začleněno do zemského okresu Stargard. Dnes součást obce Woldegk.
  - Osada Quaßliner Mühle - původně součást obce Jännersdorf (dnes patří Jännersdorf k obci Marienfließ) v zemském okrese Ruppin byla začleněna do zemského okresu Parchim. Dnes součást obce Wahlstorf.

- od pruské provincie Pomořanska:

obce Duckow (s Pinnowem), Rottmannshagen (dnes součást obce Jürgenstorf), a Zettemin s osadou Carlsruhe - původně patřily k pomořanskému zemského okresu Demmin a byly začleněny do meklenburského zemského okresu Malchin

#### Meklenburské ztráty
- připojeno k provincii Braniborsku:
  - Rossow (dnes součást obce Wittstock/Dosse), Netzeband s osadou Dovensee (dnes součást obce Temnitzquell), Drusedow a Grüneberg, Schönberg s osadou Doßkrug (dnes součást obce Wusterhausen/Dosse) - původně součást meklenburského zemského okresu Waren, byly začleněny do braniborského zemského okresu Východní Prignitz.
  - Glanz-See - původně součást zemského okresu Stargard, bylo začleněno do zemského okresu Templin.
- připojeno k provincii Šlesvicko-Holštýnsko:
  - Obce Panten s osadami Hammer a Mannhagen, Horst, Walksfelde a Domhof Ratzeburg - původně součást zemského okresu Schönberg byly připojeny k zemskému okresu Vévodství lauenburské.